# Triệu Xương
Triệu Xương (chữ Hán: 趙昌, 730 – 814) tự Hồng Tộ, là quan lại thời Đường.

## Tiểu sử
Triệu Xương vốn là người Cổ Thành, Định Châu (nay là Tấn Châu, Hà Bắc), quê gốc ở Thiên Thủy, con của Triệu Cư Trinh, cháu của Triệu Bất Khí. Ban đầu ông vào làm thuộc lại trong phủ của Chiêu Nghĩa tiết độ sứ Lý Thừa Chiêu sau thăng dần đến Thứ sử Kiền Châu.
Năm Trinh Nguyên thứ 7 đời Đường Đức Tông (791), tù trưởng người Lạo ở An Nam là Đỗ Anh Hàn làm phản, đô hộ Cao Chính Bình lo lắng mà chết, triều đình cho Xương làm An Nam Đô hộ trong suốt mười năm, các tộc người man di bèn cùng hướng theo giáo hóa không dám hung hãn nữa. Năm Trinh Nguyên thứ 10 (794), ông bị bệnh ở chân xin về triều nghỉ ngơi nên triều đình bèn cử Binh bộ lang trung Bùi Thái sang thay làm An Nam Đô hộ, cho Xương về làm Quốc tử Tế tửu. Chưa được bao lâu thì tướng trong châu đuổi Thái đi, Đường Đức Tông vời Xương vào triều hỏi han sự tình, khi ấy ông đã hơn bảy mươi tuổi rồi mà vẫn đối đáp đâu ra đó khiến Hoàng đế ngạc nhiên, lại phong làm An Nam Đô hộ. Chiếu thư tới nơi, dân chúng đều chúc mừng lẫn nhau, phản binh cũng yên.
Đường Hiến Tông mới nối ngôi, cho Xương làm Kiểm hiệu Hộ bộ Thượng thư, đổi làm Lĩnh Nam tiết độ sứ. Năm Nguyên Hòa thứ 3 (808), Xương hàng phụ được cõi xa xôi, có công lao nên triều đình đổi làm Kinh Nam tiết độ sứ. Hoàng đế lại triệu ông về triều phong là Thái tử tân khách rồi đổi làm Công bộ Thượng thư kiêm Đại lý khanh. Năm Nguyên Hòa thứ 6 (811), ra làm Thứ sử Hoa Châu. Lúc đó Xương đã hơn tám mươi tuổi đến trước điện Lân Đức tiến lại quỳ bái vô cùng khỏe mạnh, Hoàng đế còn hỏi thăm ông về thuật di dưỡng như thế nào. Ông ở Hoa Châu được ba năm rồi sau về triều làm Thái tử Thiếu bảo.
Năm Nguyên Hòa thứ 9 (814), ông qua đời năm 85 tuổi, triều đình truy tặng Đại đô đốc Dương Châu, thụy hiệu là Thành.